# 11085 Ісала
11085 Ісала (11085 Isala) — астероїд головного поясу, відкритий 17 вересня 1993 року.
Тіссеранів параметр щодо Юпітера — 3,509.